# Slag om de Kasserinepas
De Slag om de Kasserinepas vond plaats in centraal Tunesië tijdens de Tweede Wereldoorlog als onderdeel van de Noord-Afrikaanse Veldtocht. De gevechten werden gevoerd in de Kasserinepas, een landopening van 3 km breed in het Atlasgebergte, tussen het Duitse Afrikakorps (DAK) onder leiding van generaal Erwin Rommel enerzijds en de geallieerden onder leiding van de Amerikaanse generaal Lloyd Fredendall.

## Achtergrond
Vier dagen na de doorbraak van Bernard Montgomery in de Tweede Slag bij El Alamein landden de geallieerde strijdkrachten op 8 november 1942 in Noord-Afrika via gelijktijdige invasies te Casablanca, Oran en Algiers (zie Operatie Toorts). Omdat de Duitsers nu op twee grote frontlinies werden bedreigd brachten de asmogendheden versterkingen over vanuit Sicilië en Italië om Tunesië te heroveren. De asmogendheden waren in staat om grote versterkingen naar de twee diepzeehavens van Tunesië te sturen: Tunis en Bizerte. Vanaf 12 november werden 5 divisies, 176 tanks, 131 stukken artillerie en 13.000 ton voorraden naar Tunesië vervoerd.
Op dat moment was er weinig georganiseerd verzet in de westelijke woestijn, maar de Amerikanen bewogen slechts langzaam naar Rommels achterhoede terwijl zij met de lokale Vichy-commandanten probeerden te onderhandelen.
Er werden verschillende pogingen ondernomen om Tunis te bereiken voordat de as-strijdkrachten dit deden, maar slechte coördinatie aan Amerikaanse zijde en het uitstekend verdedigbare terrein stelde kleine Duitse en Italiaanse eenheden in staat de Amerikanen op te houden.
Op 23 januari 1943 nam Montgomery's Achtste Leger Tripoli in, daarbij Rommel van zijn voornaamste bevoorradingsbasis berovend. Rommel had met deze mogelijkheid rekening gehouden. Voor deze situatie had hij plannen klaar liggen om de zuidelijke toegang tot Tunesië te blokkeren door een serie verdedigingswerken over te nemen die de naam Marethlinie droeg.
Deze waren door de Fransen aangelegd als verdediging tegen een mogelijke Italiaanse aanval vanuit Libië.
Met een verdedigingslijn door het Atlasgebergte in het westen en geflankeerd door de Golf van Sidra in het oosten kon ook een kleine Duits-Italiaanse troepenmacht geallieerde strijdkrachten tegenhouden.

## Faïd
Een aantal Amerikaanse troepen waren echter reeds door de Atlasbergen opgetrokken en hadden een vooruitgeschoven post gevestigd bij Faïd,
aan een oostelijke uitloper van de bergen. Dit was een uitstekende positie om Rommel af te snijden van zijn bevoorrading en zijn troepen in het noorden.
Het was duidelijk dat Rommel deze situatie niet kon tolereren.

Het Afrika Korps bereikte de linies op 30 januari. De Duitse 21e pantserdivisie kwam tegenover een aantal Franse verdedigers te staan waar ze met weinig moeite overheen walsten.
Het grootste deel van Tunesië bevond zich nu in Duitse handen. Alle toegangswegen tot de laagvlakte waren geblokkeerd.
Hoewel de Amerikanen nog het binnenste deel van het ruwweg driehoekige Atlasgebergte beheersten, leek dit niet iets om zich zorgen over te maken,
immers alle uitgangen naar het oosten waren geblokkeerd.
Gedurende de volgende twee weken overlegde Rommel met zijn officieren over de verder te volgen koers. Gezien de latere ontwikkelingen zou dit een kostbaar tijdsverlies blijken.
Rommel besloot uiteindelijk dat hij zijn bevoorradingssituatie kon verbeteren én zijn westelijke front veiliger stellen door aan te vallen in de richting
van twee Amerikaanse bevoorradingsstations in een westelijke tak van de bergen in Algerije.
Hij was niet echt geïnteresseerd in het beheersen van het bergland, maar wel in de aanwezige Amerikaanse voorraden.
Op 14 februari zette de 21e pantserdivisie zich naar het westen in beweging, aanvallend in de richting Sidi Bou Zid, ongeveer 16 km van Faïd op het binnenplateau van het Atlasgebergte.
Hoewel bij de strijd aan beide zijden zo'n 200 tanks betrokken waren, duurde de slag slechts een dag.
De Amerikanen coördineerden slecht en gebruikten hun aanwezige tanks te veel verspreid, waardoor het Afrika Korps aan het eind van de dag het terrein beheerste. De volgende dag hadden de Duitsers weinig moeite een tegenaanval af te slaan. Op 16 februari rukten ze verder op, naar Sbeitla.
Wegens het ontbreken van verder geschikt terrein trokken de Amerikanen zich terug naar de gemakkelijker te verdedigen Kasserinapas aan de westzijde van de bergen. Hun verliezen waren op dit moment al opgelopen tot 2546 vermisten, 103 tanks, 280 voertuigen, 18 veldkanonnen, 3 antitankkanonnen en een gehele luchtdoelbatterij.

## Kasserinepas
Op 19 februari lanceerde Rommel verschillende proefaanvallen. Hij besloot dat de Kasserinapas de gemakkelijkste plaats voor een aanval bleef.
De volgende dag leidde hij persoonlijk de aanval van de recent gevormde 10e pantserdivisie, in de hoop de bevoorradingsposten in te nemen, terwijl de 21e pansterdivisie zijn aanval noordwaarts door de Sbiba gap voortzette.
Binnen enkele minuten braken de Duitsers door de Amerikaanse linies heen. De Amerikaanse lichte kanonnen en tanks bleken kansloos tegen de zwaardere Duitse uitrusting, en de Amerikanen hadden weinig of geen ervaring in gevechten met pantsereenheden. De Duitse Panzer IVs en Tiger tanks sloegen alle aanvallen met gemak af. De Amerikaanse M3 Lee's waren in vergelijking met de Duitse tanks hopeloos inadequaat. Amerikaanse commandanten die per radio om artilleriesteun of toestemming voor een tegenaanval vroegen, kregen vaak pas toestemming nadat de linies doorbroken waren. Opnieuw bevond de Amerikaanse 1e pantserdivisie zich in een nutteloze positie en tegen de tweede dag van het offensief waren twee van hun drie groepen vernietigd en de derde buiten gevecht gesteld.
Na de pas binnen te zijn getrokken, verdeelden de Duitse strijdkrachten zich in twee groepen. Beiden volgden een van de twee wegen die vanuit de pas naar het noordwesten leidden. Rommel bleef bij de hoofdgroep van de 10e pantserdivisie op de noordelijkste van de twee wegen naar Thala, terwijl een gemengd Duits/Italiaanse strijdmacht de zuidelijke weg naar Haidra insloeg.
Om de zuidelijke strijdmacht te bevechten, reed het overgebleven deel van Combat Command B van de Amerikaanse 1e Pantserdivisie 30 km om hen de volgende dag te ontmoeten. Dit lukte echter niet. Het moreel van de Amerikaanse troepen dreigde nu ineen te storten en tegen de avond trokken veel troepen zich terug, hun uitrusting in het veld achterlatend.
De pas lag nu volledig open, en de Amerikaanse voorraden bij Tébessa leken binnen handbereik van de Duitsers.
Wanhopige verdediging door geïsoleerde achtergebleven groepen vertraagden de Duitse opmars, en op de tweede dag waren de Duitsers nog steeds bezig deze groepen op te ruimen terwijl de gepantserde voorhoede over de weg verder trok.
In de nacht van 21 op 22 februari vorderde de 10e tot net buiten het kleine stadje Thala. Als het stadje zou vallen, en de 10e divisie zou besluiten verder te trekken over de twee wegen die van hieruit naar Tébessa voerden, zou de 9e Amerikaanse divisie in het noorden afgesneden zijn van haar bevoorrading, terwijl Combat Command B gevangen zou zitten tussen de 10e en de haar ondersteunende eenheden die over de tweede weg naar het noorden trokken.
Die nacht werden kleine Britse, Franse en Amerikaanse eenheden vrijgemaakt uit hun frontlinies en in kleine groepen naar Thala gezonden, waardoor de verdediging de volgende dag bij het hernieuwen van de gevechten iets versterkt was.
Te ver uitgespreid en onderbevoorraad besloot Rommel echter om het offensief te beëindigen. Ook vreesde hij dat het oprukkende Britse Achtste leger de Marethlinie zou aanvallen en doorbreken, tenzij hij deze bijtijds versterkte. Hij liet de Amerikanen met rust en trok zich naar het oosten terug.
Op 23 februari versnelde een massale geallieerde luchtaanval de Duitse terugtocht.
Tegen het einde van 24 februari 1943 was de pas weer in geallieerde handen.